# Kokand
Kokand (uzb. Qo'qon; ros. Коканд) – miasto administrowane regionalnie w wilajecie fergańskim, we wschodnim Uzbekistanie, w południowo-zachodniej części Kotliny Fergańskiej. Według szacunków z 2008 roku w Kokandzie mieszkało 216 700 osób. Dawna stolica chanatu kokandzkiego.
Miasto jest oddalone o 88 km od stolicy regionu - Fergany. Leży na skrzyżowaniu szlaków handlowych, uczęszczanych już w starożytności, przy zbiegu dwóch głównych dróg wiodących do Kotliny Fergańskiej: jednej prowadzącej na północny zachód do Taszkentu przez góry, a drugiej na zachód, przez Chodżent. W efekcie Kokand stanowi główny węzeł transportowy Kotliny Fergańskiej.
W mieście rozwinął się przemysł chemiczny, maszynowy, metalowy, włókienniczy, obuwniczy oraz spożywczy.

## Historia
Kokand istnieje przynajmniej od X wieku, znany wcześniej jako Chawakend, położony na szlaku handlowym z Chin do Indii. W XIII wieku Kokand został zniszczony przez Mongołów.
Współczesne miasto powstało w 1732 roku jako twierdza zastępująca wcześniejszą fortecę o nazwie Eski-Kurgan. W 1740 stało się stolicą chanatu kokandzkiego. Było ono też głównym ośrodkiem religijnym Kotliny Fergańskiej ze swoimi ponad 300 meczetami. Największy wpływ na miasto spośród przywódców chanatu miał Chudojar-Chan, dzięki któremu w mieście wybudowano wiele meczetów i medres oraz jego pałac, który można częściowo oglądać do dziś – pozostało jedynie 19 z 113 pokoi i dwa dziedzińce, które służą jako muzeum historii.